# غاري وايتهيد
غاري وايتهيد (بالإنجليزية: Gary Whitehead)‏ هو شاعر أمريكي، ولد في 23 مارس 1965.